# Fabienne Carat
Pour les articles homonymes, voir Carat.
 (février 2015).
Fabienne Carat, née le 24 août 1979 à Pau, est une actrice, humoriste et  chanteuse française,. Elle est notamment connue pour son rôle dans la série Plus belle la vie, dans laquelle elle interprète le rôle de Samia Nassri de juillet 2005 à janvier 2021.

## Biographie
Fabienne Carat commence le théâtre à l'âge de onze ans, puis quitte sa famille à quinze ans pour effectuer cinq années d'études hôtelières à Biarritz. Après avoir obtenu son BTS, elle s'installe à Paris en mars 2000.
Elle obtient son premier rôle au cinéma en faisant une apparition dans La Vérité si je mens ! 2. Elle suit ensuite les cours de l'École de l'Acteur Côté Cour pendant trois ans, tout en continuant à jouer au théâtre ou à tourner.
En 2004, elle joue dans la série  Bin'o Bine. L'année suivante, elle obtient le rôle de Samia, une jeune franco-algérienne de 17 ans, dans le feuilleton Plus belle la vie diffusée sur France 3. Dans le même temps, elle entreprend une carrière de chanteuse et sort Écoute-toi et Juste Besoin de toi.
En 2011, Fabienne Carat sort son premier album intitulé Darkpink né de sa rencontre avec le compositeur Maurice Ouazana.
En 2012, la chaîne 13e rue lui propose de présenter une nouvelle série intitulée : Chicago Code. La même année, elle retourne sur les planches pour jouer la pièce 10 ans de mariage dans laquelle elle tient le rôle principal féminin au côté d'Alil Vardar.
Entre 2015 et 2017, elle se produit sur scène dans un spectacle solo qu'elle a écrit et intitulé L'amour est dans le prêt ?,.
À l'automne 2015, elle participe à la sixième saison de l'émission Danse avec les stars sur TF1 aux côtés du danseur Julien Brugel et termine sixième de la compétition. Ensuite, elle prend part au prime-time Infiltration, téléfilm dérivé de Plus belle la vie.
Début 2017, elle tourne le téléfilm Le Secret de l'abbaye, réalisé par Alfred Lot, dans lequel elle tient le rôle principal féminin.
En 2019, elle joue pour la première fois au Festival d’Avignon. Elle sort aussi le single Wake Up,, puis obtient le rôle d'un des personnages principaux dans le court-métrage Midwater de Stephane Fiorenza.
En octobre 2020, elle annonce quitter la série Plus belle la vie. Elle intègre la distribution de la série de TF1 Section de recherches.
En 2022, Fabienne Carat obtient un rôle dans le 1er épisode de la 14e saison de la série Camping Paradis. En septembre de cette même année, elle dévoile son second one-woman show intitulé Née de père trop connu. 
En 2023, elle participe à l'émission de téléréalité Bienvenue au monastère, filmée au sein du couvent Saint-Dominique de Corbara en Corse et présentée par Alessandra Martines sur C8 et tourne le double épisode Randonnée mortelle pour TF1 (Section de recherches) à La Réunion. 
En 2024, elle tourne deux autres téléfilms, Le 12e passager et Neige sang, respectivement en Martinique et à Bonneval-sur-Arc pour TF1 (collection Section de recherches) puis sort son deuxième album Aime-toi en vinyle le 25 octobre. Le même jour, elle commercialise également les singles Hey Gars en duo avec Fab Morvan, L’espace d’un instant, Une autre vie en featuring Joss Be4umont, Femme actuelle en featuring Dvie, Aime-toi, Si tu m’aimes, dis le moi, Elle aime les papillons et Il ne t’aime pas.

## Vie privée
En août 2021, elle annonce être enceinte de son premier enfant. Le 6 décembre 2021, elle donne naissance à une fille, Céleste .

## Filmographie

### Cinéma

#### Longs métrages
- 2001 : La Vérité si je mens ! 2 de Thomas Gilou (non-créditée)
- 2004 : Au secours, j'ai 30 ans ! de Marie-Anne Chazel : la serveuse cubaine
- 2009 : Kill for Love de Jean-Marie Pallardy
- 2010 : In extremis de Laurence Genou : Liane
- 2015 : Worms de Paolo Conti et Arthur Nunes : Linda

#### Courts et moyens métrages
- 2003 : Dogma Zéro I de Philippe Tran[20]
- 2005 : Cheyenne d'Hervé Prat
- 2006 : Nicolas et Ségolène de Jeff Carias[21]
- 2011 : Les Enfants d'Abraham de David Lucchini[22],[23]
- 2012 : Love and Life de David Lucchini[24],[25]
- 2012 : Riviera, la guerre des Casinos 52 min de Fred Raynaud[26],[27]
- 2019 : Midwater de Stephane Fiorenza[12].

### Télévision

#### Séries télévisées
- 2004-2006 : Bin'o Bine : Meriem (5 épisodes)
- 2005-2021 : Plus belle la vie : Samia Nassri
- 2007 : Chante ! : Hélène Carbona, journaliste de TV 8 (saison 1, épisode 20)
- 2007 : La Prophétie d'Avignon : secrétaire du cabinet de gynécologie (saison 1, épisode 6)
- 2015 : Section de recherches : Lieutenant de la Brigade territoriale de gendarmerie[28],[27] (saison 9, épisode 9 Les Loups)
- 2018 : Commissaire Magellan : Béatrice Dormont (saison 10, épisode 4 : Espèces protégées)
- 2019 : Alice Nevers : Agathe Madera (2 épisodes)
- 2019-2024 : Section de recherches : Commandant Jeanne Lorieux (saisons 14 - 17)
- 2023 : Camping Paradis, épisode Hip hop au camping : Carole

#### Téléfilms
- 2017 : Le Secret de l'abbaye d'Alfred Lot : Alicia Tirard

#### Clips
- 2009 : Écoute-toi
- 2009 : Juste besoin de toi
- 2011 : Un message égaré
- 2011 : Stop
- 2011 : On se brûle
- 2011 : L'île au trésor
- 2019 : Wake up
- 2022 : Désolée
- 2023 : Céleste
- 2023 : Tous ces hommes

## Médias

### Télévision

#### Participante/candidate
- 2015 : Danse avec les stars (saison 6) sur TF1
- 2016 et 2019 : Fort Boyard sur France 2
- 2017 et 2018 : Le Grand Blind Test sur TF1
- 2018 : Strike sur C8
- 2021 : Recherche appartement ou maison (la 100e)
- 2023 : 100 % logique sur France 2
- 2024 : Bienvenue au monastère sur C8

### Web
- 2020 : 100% Carat Restons Connectés

## Théâtre
- 2001 : Pop-corn
- 2002 : Cendrillon
- 2002 : Bistouri & Volupté
- 2003 : Catégorie 3-1
- 2003 : Huit Femmes
- 2003 : Sales mômes
- 2005 : La carte postale d'Honfleur
- 2006-2008 : Parfum d'engambi
- 2007-2008 : Les créateurs [29]
- 2012-2013 : 10 ans de mariage[30],[31]
- 2015-2019 : L'amour est dans le prêt ?[32],[33]
- 2023-2025 : Née de Père trop connu

## Publications
- 2020 : Danse avec la vie, Neuilly-sur-Seine, M. Lafon, 239 p.